# Stoot (natuurkunde)
De stoot of krachtstoot is een natuurkundige grootheid gerelateerd aan de kracht en de tijdsduur van een botsing. Stoot is binnen de klassieke mechanica gedefinieerd als
{\displaystyle \mathbf {J} =\mathbf {F} \cdot \Delta t}
De stoot is als de kracht constant het product van kracht en tijdsduur, maar omdat dat bijna nooit het geval is, is het beter om te schrijven dat de stoot de integraal is over de kracht keer de tijd:
{\displaystyle \mathbf {J} =\int _{t_{1}}^{t_{2}}\mathbf {F} \mathrm {d} t\ } met {\displaystyle \ \Delta t=t_{2}-t_{1}}
Een stoot is gelijk aan een verandering in impuls:
{\displaystyle \mathbf {J} =\Delta \mathbf {p} }
of:
{\displaystyle \int _{t_{1}}^{t_{2}}\mathbf {F} \mathrm {d} t=m\cdot \Delta \mathbf {v} }
De eenheid van stoot is dezelfde als die van impuls: Newton seconde Ns of in SI-basiseenheden kg m/s.
De Engelse vertaling van stoot is impulse, terwijl de vertaling van het Nederlandse impuls het Engelse momentum is. Er bestaat ook het impulsmoment, maar dat gaat over een draaibeweging. De specifieke stoot is een maat voor de efficiëntie van een raket- of straalmotor. Het is per definitie de opgewekte stoot per eenheid stuwstof of, hetzelfde, de opgewekte stuwkracht per stuwstofverbruik, dit laatste in de zin van verbruik per tijdseenheid.